# 関根金次郎
- 関根金次郎
- 關根金次郞

関根 金次郎（せきね きんじろう、1868年4月23日〈慶応4年4月1日〉 - 1946年〈昭和21年〉3月12日）は、明治から昭和初期の将棋棋士、十三世名人。本来の表記は關根金次郞。八代伊藤宗印及び十二代大橋宗金門下。将棋連盟や実力名人制を創始した。「近代将棋の父」とも称される。
下総国葛飾郡東宝珠花村（現在の千葉県野田市東宝珠花）の生まれ。

## 昇段履歴
- 1883年（明治16年）＿：二段
- 1888年（明治21年）頃：三段
- 1891年（明治24年）＿：四段
- 1895年（明治28年）＿：五段
- 1897年（明治30年）＿：六段
- 1905年（明治38年）＿：八段準名人
- 1921年（大正10年）＿：名人襲位（十三世名人）
- 1938年（昭和13年）＿：名人退位（1938年2月11日）
- 1946年（昭和21年）＿：死去（享年77）

## 生涯
東宝珠花村で農業と灸点業を営む関根積次郎・たみの次男として生まれる。隣村岡田村の寺子屋に通わせられるが、途中、将棋を指してばかりのため、やめさせられてしまう。次に学校に通わされると、学校では将棋好きの校長先生と指し、村では老人らと指し、一日ごとに強くなる実感を得る。ついには、あまりの強さに村中で相手がいなくなり、宝珠花小僧の異名で呼ばれるようになった。学校に行くふりをして弁当持参で遠くの村にも遠征した。その後、親によって学校に行くのをやめさせられ、奉公に出されるも、将棋を指してばかりで1週間 - 10日ほどで追い出され、奉公先を転々とする。
11歳の春、将棋指しを志して上京し、のちの十一世名人伊藤宗印（当時は名人に襲位前の八段）の門戸をたたき、四枚落ちで指してもらう。いったん郷里が恋しくなり帰郷した後、再び伊藤を訪れたところ、しばらく東京から離れて将棋遊歴（修行の旅）に出ることを勧められ、旅に出る。この旅には数々のエピソードがある（後述）。
その後、1883年（明治16年）に二段、20歳で三段、1891年（明治24年）に四段。明治24年大阪で小林東白斎八段と角落戦でやぶれて発奮し、また、四国、中国、九州と遊歴したのち（関根自身は将棋の勉強のために、全国を三巡したことがあるとのちに言っている）大阪でふたたび対戦し勝利をおさめた。
1893年（明治26年）に師匠の十一世名人伊藤宗印が死去し、家元・伊藤家が断絶すると、名人位は空位となる（大橋分家は既に断絶しており、大橋本家の宗金は棋力が低かった）。
1895年（明治28年）五段、1897年（明治30年）六段。
1898年（明治31年）、政界などの後押しを受けた小野五平が家元を継ぐことなく十二世名人を襲位。その名人披露の招待状が来なかったことに怒った関根は、小野に挑戦状を送るが、芳川顕正らが間に立ち、和解。のちに関根は「生涯の一大過失」と反省している。
同1898年、残された唯一の家元である大橋宗金の門下となり（七段）、さらに入門希望者を次々と取り次いで大橋家に入門させた。この後、明治期末には宗金の嫡子である大橋五郎と関根との間で、関根が段位を審査して、それに基づいて大橋家が免状を発行するという契約が交わされており、実質的に関根が将棋家元・大橋家を掌握するに至った。
1905年（明治38年）八段準名人。

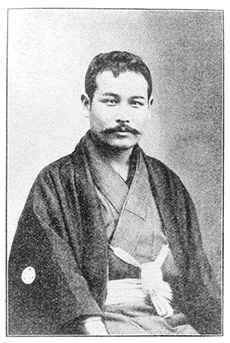
八段時代の関根

1907年（明治40年）、当時の3人の八段である、関根・井上義雄・小菅剣之助の平手対局が神戸新聞により企画され、関根は井上に3勝1敗とする。小菅とは対局しないまま、小菅が地元の三重に戻ってしまい、関根が三重を訪れて小菅と対局するが、手合いの話がつかず、互いに香落ちとする二番勝負を八日市で戦うが関根が連敗、さらに名古屋で香落ち下手番で戦うがこれにも関根は敗れる。
1909年（明治42年）、「万朝報」記者の三木愛花の斡旋で将棋同盟会（のち将棋同盟社）を結成。
1917年（大正6年）、関西から来た坂田三吉（阪田三吉）と密かに対局し敗れるという事件が発生し、『萬朝報』は坂田に敗北した関根の責任を追及。将棋欄の講評権を関根から、関根の弟子の土居市太郎に移譲させる。また同1917年、土居の八段昇段をめぐって対立し、関根は「将棋同盟社」を退会することとなり、1918年（大正7年）、東京将棋倶楽部を結成した。
ライバル坂田三吉とは1894年（明治27年）に初手合わせを行い（初手合わせは1891年〈明治24年〉頃という説もある）、3度戦って関根の2勝1敗。最後の対局（1918年（大正7年））までに生涯32局戦い、関根の15勝16敗1分だった。対戦後期は坂田に対して分が悪くなっていたが、弟子の土居市太郎七段が1917年（大正6年）に坂田を平手で破っていたこともあり、また、兄弟子の小菅が名人襲位を断るなどの紆余曲折も経て、小野十二世名人が1921年（大正10年）1月29日に逝去すると、関根を含めた関係者が同年2月4日に集い、関根を次期名人に推挙することを決定、関根は53歳で十三世名人を襲位し同年5月8日に名人披露将棋会が執り行われた。
1924年（大正13年）9月8日には、東京で専門棋士を擁していた東京将棋倶楽部（関根派）・将棋同盟社（土居市太郎八段派）・将棋研究会（大崎熊雄七段派）の三派を合同させて東京将棋連盟を結成。関根自らは名誉会長に就任し、弟子の土居を会長に就任させた。 1927年（昭和2年）、東京将棋連盟に木見金治郎が主催する関西の「棋正会」が合流し、日本将棋連盟になると、会長に就任した。
小野五平が91歳までの長寿であったため、関根が名人の座に就いたのは、すでに盛りを過ぎていた頃であった。そこで、将棋連盟顧問の中島富治が実力による短期名人制を発案し、東京日日新聞の阿部眞之助と企画を進め、関根自身も英断を行う。弟子の金易二郎（当時八段）を将棋連盟の会長とし、金は1935年3月26日付けで「三百年伝統の一世名人の制を廃す」（抜粋）との発表。同日付で関根も「中島富治を通じて辞任を申し出たところ了承され、昭和12年（1937年）70歳をもって名人位を退くことにしてくれた」（抜粋）との声明を発表した。これにより、1935年から実力制の名人戦（第1期名人戦）が始まる。
ところが、第1期名人戦の途中（1935年）、神田辰之助七段（当時）の八段昇段問題が引き金となり、棋界の分裂騒動（神田事件）が起こる。神田を支持する棋士が脱退し、反対派と中立派が連盟に残った。多くの弟子・孫弟子達も絡んだいさかいに心を痛めた関根は、四日市に住む兄弟子・小菅剣之助（元棋士・実業家）のもとを訪れ、仲裁を懇願。翌1936年、小菅と関根が「将棋大成会」と名づけた会に神田一派も加わって大同団結し、関根は会長に就任、神田も加えて名人決定戦が続行されることとなった。 
弟子の木村義雄が、1937年12月に第1期名人戦に優勝し、1938年2月11日に初代の実力制名人に就位したのを見届けた（同時に関根は名人を退位した）。
晩年は視力を失ってしまい、医者にも「回復の見込みなし」と診断され、失意の中で過ごしたと言われる。戦中に郷里東宝珠花の実家に戻った。1946年3月に死去、享年77。実家隣の共同墓地に埋葬されたが、墓碑は将棋の駒を模した"駒形"をなしている。
出身地である千葉県野田市の複合施設「いちいのホール」（旧関宿町役場庁舎を改装）5階には「関根名人記念館」がある（2004年4月1日開館）。

## 弟子・系譜
近代将棋界の確立者と同時に、その黎明期において数多くの弟子を育て日本将棋連盟公式サイトの棋士系統図において系譜の起点の一人となっている。
弟子の数では木見金治郎には及ばないものの、後の日本将棋連盟に連なる直弟子としては土居市太郎や木村義雄を筆頭に8人を輩出している。また、その直弟子らも数多くのプロ棋士を輩出しており（福井を除いてすべてプロ入りした弟子を持ち、また福井自身も北海道出身のプロ棋士育成に尽力した）、孫弟子にも名伯楽として知られる高柳敏夫や花村元司がいるなど、現代の将棋界において関根門下の系譜が最大の数を誇る。タイトルホルダーも数多く輩出しており、名人経験者だけでも、実力制第一代名人となる木村以降、塚田正夫、中原誠、加藤一二三、羽生善治、森内俊之、藤井聡太がいる。
なお、将棋遊歴の時期に木見と出会い、負かされた木見が関根に入門して弟子となったという資料が存在するが、日本将棋連盟公式サイトの棋士系統図においては木見は関根の弟子とはされていない。

### 関根の直弟子
- 土居市太郎（名誉名人）
- 金易二郎
- 花田長太郎
- 小泉雅信
- 木村義雄（十四世名人）
- 渡辺東一
- 福井資明
- 五十嵐豊一

## エピソード
- 小林東白斎（当時八段半の段位を持つ、大阪の名人）と対局し明らかな負け将棋となり、相手の善意で「この将棋を指し掛け（これ以上指さないで引き分けにする）にしてはどうだろう」と持ちかけられた時にわざわざそれをはねのけ、完膚なきまでに負かされる[5]。
- 残っている写真からもうかがえるように、若いときから見目麗しい美男子であり、大変女性にもてた。本人もそれなりに女好きだったようで、指導将棋で謝礼を渡される時に「そんなことより、女をひとつ」とおどけて言ったこともあるという[5]。
- プロになってからは、金銭に執着がなく、無欲だった。指導将棋の謝礼(当時としてはかなりの高額である)をみんな周りにくれてやって帰ったことも1度や2度ではなかったという。この点は、ライバルと言われた坂田三吉と同じであった。
- 弟子に対しては慈愛をもって接し、小手先の勝敗にこだわらなかった。関根の最後の弟子である五十嵐豊一は、「奨励会でなかなか昇段できなくて、成績を報告しに行く時にいつ田舎に帰れ、と言われるかとびくびくしていたけど、関根先生はどんな時でも、顔色一つ変えずに『負けろ負けろ』と励ましてくれて、小遣いをくれたりした」と奨励会当時を述懐している[5]。
- 若い頃武術の鍛錬もしており（明治時代の将棋の対局は、時に命懸けの真剣勝負となることもあったため）、無念流の使い手であった[5]。名のある師匠についたことはないが、将棋の修行のために全国を遊歴した際も、それぞれの地で剣術修行をしたという[14]。
- また、やはり若い頃、浅草西鳥越町にあった中村座に、たまたまの役者不足のために出演したことがきっかけで芝居に熱中し、将棋修行での地方遊歴先で、女形専門（関根は、掌が小さかったため女形に向いていた）で役者をつとめた[14]。また博徒の修行もし、清水次郎長の世話になったこともあるという[14]。
- 1904年(明治37年)12月14日の萬朝報紙上に、「新題旅順陥落詰め」と題する265手詰の詰将棋を発表したが、この作品は九代大橋宗桂の「将棋舞玉(1786年)」第51番の盗作であった[15]。また同誌上に日露戦争戦勝記念として発表した曲詰め「艦影」も添田宗太夫の「将棋秘曲集」第100番「船」の盗作だった。
- 囲碁の名人だった本因坊秀哉と非常に仲がよく、親友関係だった。

### 遊歴中
将棋遊歴をしていた際、以下のような経験をしている（本人談）。
- 石川友次郎（後に35歳で死去）を追って北関東を探し回った後、木更津でついに再会。そして、関根を追っていた村社浅吉も木更津で合流。三日三晩将棋を指し続け、頬が落ちて目がギラギラしたため、宿の人達が気味悪がって近寄らなかった。
- 熊本で人混みの中を歩いていたとき、懐にしまっていた修行の棋譜とお金少々をスリにすられた。同じく熊本で、熱病にかかって医者にかかっても治らないことに癇癪を起こし、宿の池に飛び込んで浸かり水もがぶ飲みしたところ、翌日から回復した。
- 新潟から山形に小さい船で向かった際、大しけが何日も続き、他の乗船者達が念仏を唱えたとき、駒と本を腹に巻きつけて転覆に備えた。その後、観念すると、今度は駒を磨き始めた。
- 碓氷峠で膝の高さまで雪が積もっていて、人に止められたのを聞かずに一人で歩き倒れそうになったところを助けられた。
- 白河で歩いている途中、道端で倒れたが、夜露で目が覚めたところ、運良くそこが瓜畑であったため、空腹を逃れることができた。
- 一文無しで空腹を抱えて川越の出外れを歩いていたところ、古道具屋を発見。中に入って交渉した結果、「買おう。何か売るものはないか(=めぐむのではない、何か差し出せば買って金を出してやるぞ)」と店主に提案される。売るものなどなかった関根は、その場で身につけていたふんどしを外し店主に渡して、代金として天保銭1枚を貰った。その金で焼き芋を買って食べ、人情に涙した。「将棋ではめったに負けたことはなかったが、この主人には負けた。今でもよくこの主人のことを思い出す」と後に述懐している。

## 放送
- 名勝負の解説（囲碁将棋チャンネル、解説：所司和晴 聞き手：上川香織）
  - 「師の門をたたいて」宗印門 師弟対局 関根金次郎三段 vs 伊藤宗印11世名人 飛車落ち 対局日：1891年6月21日
  - 「心の友と最後の対局」京都の棋友との一局 関根金次郎七段 vs 石川友次郎七段 対局日：1899年8月16日
  - 「決断の１三歩」対坂田 「香香角」三番勝負 第1局  関根金次郎七段 香落ち vs 坂田三吉四段格 対局日：1903年3月20日
  - 「受けの真髄」準名人対局 第2局 関根金次郎八段 vs 井上義雄八段 1907年10月21日
  - 「受けて攻める」準名人対局 第4局 関根金次郎八段 vs 井上義雄八段　1907年10月27日
  - 対小菅 「香相引き」三番勝負 第3局 関根金次郎八段 vs 小菅剣之助八段 香落ち　1907年12月1日
  - 「攻防の６八桂」対坂田 「香角香」三番勝負 第1局 関根金次郎八段 香落ち vs 坂田三吉六段 1908年9月
  - 「最初の平手戦」対坂田 「一番手直り」の平手戦 関根金次郎八段 vs 坂田三吉七段 1913年4月13日
  - 「最後の右香車落戦」名人継承の儀式将棋 関根金次郎八段 vs 小野五平12世名人 右香車落　1917年
  - 「新名人との祝賀対局」 関根金次郎13世名人 vs 木村義雄名人 対局日：1938年5月